# Nu-Wrestling Evolution
A Nu-Wrestling Evolution (NWE) é uma promoção independente de wrestling profissional, com sede na Itália, fundada em 2005 e dirigida pelo MAGNUMGROUP. O slogan da federação é "Nu-Wrestling Evolution/NWE the place to be!".

## Elenco

### Masculino
- Juventud Guerrera
- Vampire Warrior
- Vito
- PAC
- Giuseppe "King" Danza
- Black Pearl
- Chris Moore
- Mini Dragon
- Dark Dragon
- Kishi
- Jon Heidenreich
- Spartan 3000 b.C.
- E-Clipse
- El Nazareno
- Brett Idol
- Orlando Jordan
- Romeo Roselli
- Spade-O
- Sterling James Keenan
- Último Dragón
- Angelico
- Rob Van Dam
- Luis Barros
- Ken Anderson ( Mr. Kennedy na WWE)

### Feminino
- Sarah Jones
- Regina
- Annie Social
- Lizzy Valentine

### Árbitros
- Andrew Quildan
- Pablo Marquez
- Tassilo Young
- Johan Desbarre

### Apresentadores
- Todd Kennelly
- Markus Mac